# Paradidyma
Paradidyma is een geslacht van vliegen (Brachycera) uit de familie van de sluipvliegen (Tachinidae). De wetenschappelijke naam van het geslacht is voor het eerst geldig gepubliceerd in 1891 door Brauer & Bergenstamm.

## Soorten
- P. affinis Reinhard, 1934
- P. angusticornis (Townsend, 1892)
- P. apicalis Reinhard, 1934
- P. aristalis Reinhard, 1934
- P. bicincta (Reinhard, 1934)
- P. cinerescens Reinhard, 1934
- P. conica (Townsend, 1891)
- P. crassiseta Reinhard, 1934
- P. melania (Townsend, 1919)
- P. neglecta (West, 1925)
- P. neomexicana Reinhard, 1934
- P. obliqua Reinhard, 1934
- P. orbitalis (Reinhard, 1934)
- P. petiolata Reinhard, 1934
- P. setigera (Coquillett, 1904)
- P. singularis (Townsend, 1891)